# Битка код Кампердојна
Битка код Кампердојна је велика поморска битка која се 11. октобра 1797. године водила између британске Краљевске ратне морнарице и холандске морнарице. Битка је део Француских револуционарних ратова и рата Прве коалиције, а завршена је победом Британаца и уништавањем холандске флоте.

## Увод
Холандску ескадру (14 линијских бродова и 10 фрегата) предводио је адмирал Жан Де Винтер на путу за Брест где је требало да се састане са француском флотом ради обезбеђивања француског десанта у Ирску. Британска ескадра (11 линијских бродова и 8 фрегата), под командом Адама Данкана напала их је 11. октобра 1797. године код села Кампердојна, на западној обали холандске провинције Норт-Холанда.

## Битка
Искористивши повољнији тактички положај бочно и у приветрини, Данкан је напао једном колоном чело, а другом зачеље холандске колоне. Мада су Холанђани пружили веома жилав отпор, њихови мањи и слабије наоружани линијски бродови нису могли да се ефикасно супротставе британским. Данкан је заробио 9 холандских линијских бродова и две фрегате, а међу њима је био и Де Винтеров адмиралски брод. Остави холандске ескадре склонили су се на острво Тесел.
Холанђани су имали 540 мртвих и 620 рањених, а Енглези 203 мртва и 622 рањена. Битком код Кампердојна спречен је десант у Ирску, а британска флота стекла је потпуну превласт у Ламаншу.